# کلیسای قدیمی وانگ
کلیسای قدیمی وانگ مربوط به اواسط دوره قاجار است و در شهرستان سلماس، دهستان زولاچای، روستای خسروآباد واقع شده و این اثر در تاریخ ۱۹ اسفند ۱۳۸۰ با شمارهٔ ثبت ۴۸۳۹ به‌عنوان یکی از آثار ملی ایران به ثبت رسیده است.